# Pays de Limoges
 (juin 2025).
Motif : Sans sources
- Archive Wikiwix
- Bing
- Cairn
- DuckDuckGo
- E. Universalis
- Gallica
- Google
- G. Books
- G. News
- G. Scholar
- Persée
- Qwant
- (zh) Baidu
- (ru) Yandex
- (wd) trouver des œuvres sur Wikidata

| 1. | Préciser le motif de la pose du bandeau. | Précisez le motif de la pose du bandeau en utilisant la syntaxe suivante : {{admissibilité à vérifier\|date=juillet 2025\|motif=remplacez ce texte par le motif}}                    |
| 2. | Informer les utilisateurs concernés.     | Pensez à avertir le créateur de l'article, par exemple, en insérant le code ci-dessous sur sa page de discussion : {{subst:avertissement admissibilité à vérifier\|Pays de Limoges}} |

 (janvier 2017).

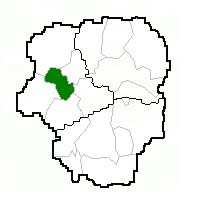
Carte de situation du pays de Limoges

Le Pays de Limoges était une structure de regroupement de collectivités locales françaises, créée par la loi Voynet, située dans le département de la Haute-Vienne et la région Nouvelle-Aquitaine.
Elle compte 198 035 habitants répartis sur 25 communes. 
Le pays est composé de la communauté d'agglomération Limoges Métropole et la communauté de communes l'Aurence et Glane Développement, et regroupe ainsi la quasi-totalité des communes de l'agglomération de Limoges.
Le Pays de Limoges n'a plus d'existence propre dans les années 2010.

## Communes
- Aureil
- Boisseuil
- Bonnac-la-Côte
- Le Buis
- Chamboret
- Chaptelat
- Condat-sur-Vienne
- Couzeix
- Eyjeaux
- Feytiat
- Isle
- Le Palais-sur-Vienne
- Le Vigen
- Limoges
- Nantiat
- Nieul
- Panazol
- Peyrilhac
- Rilhac-Rancon
- Saint-Gence
- Saint-Jouvent
- Saint-Just-le-Martel
- Solignac
- Thouron
- Veyrac